# Huyền thoại võ sĩ
Huyền thoại võ sĩ (tiếng Hàn Quốc: 바람의 파이터, tựa tiếng Anh: Fighter in the Wind) là một bộ phim Hàn Quốc được trình chiếu lần đầu năm 2004. Nó dựa trên cuốn sách Karate Baka Ichidai của Nhật Bản, với nội dung hư cấu, kể về một võ sĩ karate trẻ tên Choi Yeung-Eui (최영의), người đã đến Nhật Bản trong Thế chiến thứ hai để trở thành một phi công chiến đấu nhưng thay vào đó lại tìm thấy một con đường riêng rất khác biệt. Anh đổi tên thành Oyama Masutatsu (大山 倍達) và đi khắp Nhật Bản thách đấu, lần lượt đánh bại các võ sĩ. Bộ phim này tập trung vào giai đoạn khi anh còn trẻ, và phát triển hệ phái karate nổi tiếng của mình, Kyokushin. Bộ phim là bộ phim Hàn Quốc có doanh thu cao thứ bảy năm 2004 với 2.346.446 lượt xuất bản được bán trên toàn quốc.

## Nội dung
Vào cuối Thế chiến thứ hai, Choi Bae-dal là một chàng trai trẻ người Triều Tiên khao khát có thể lái máy bay chiến đấu. Đi đến Nhật Bản để gia nhập lực lượng không quân, trải nghiệm đầu tiên về Nhật Bản của Bae-dal là khi một kẻ lừa đảo cố gắng ăn cắp tiền của anh ta. Bae-dal phát hiện ra rằng người đàn ông đó là một người Hàn Quốc tên là Chun-bae (Jung Tae-woo đóng), người đã sống sót sau sự đối xử khắc nghiệt của người Triều Tiên tại Nhật Bản bằng cách trở thành một tên trộm vặt. Với những động cơ khác nhau: Bae-dal bị thúc đẩy bởi ham muốn hành động và Chun-bae cần phải trốn thoát khỏi một số tên xã hội đen, hai người Hàn Quốc đã trốn vào một chiếc xe tải đến trại huấn luyện của không quân.
Chỉ huy phụ trách trại là một quý tộc hào hoa tên là Kato (Kato Masaya đóng). Sau khi hành hạ hai người Triều Tiên, anh ta tỏ ra thích thú với tinh thần chiến đấu của Bae-dal và nói rằng nếu Bae-dal có thể đánh bại anh ta với môn võ T'aekkyŏn "tạp chủng" kém cỏi, anh ta sẽ thả họ ra. Hai người giao đấu, Kato dễ dàng đánh bại Bae-dal, nhưng một cuộc tập kích của Mỹ vào căn cứ không quân đã tạo cơ hội cho Bae-dal và Chun-bae trốn thoát.
Sau này, Bae-dal tìm được Chun-bae và giúp anh ta bán hàng trong một tiệm buôn pachinko ở một khu chợ Nhật Bản. Khi băng đảng Yakuza địa phương tìm cách lấy tiền bảo kê từ Chun-bae, Bae-dal cố gắng bảo vệ anh ta nhưng bị bọn côn đồ đánh đập. May mắn nhờ có sự can thiệp của Bum-soo (Jung Doo-hong đóng), một cao thủ võ thuật cùng quê, người cũng di cư đến Nhật Bản, mà hai người thoát nạn. Bum-soo mời Bae-dal trở lại rạp xiếc nơi anh ta và nhiều người nhập cư Hàn Quốc làm việc và cố gắng xây dựng một cuộc sống tốt. Sau một vài lần thuyết phục, anh ta đã đồng ý dạy cho Bae-dal cách thức chiến đấu hữu hiệu hơn.
Bae-dal bắt đầu tìm công việc cho mình và làm nghề kéo xe, rèn luyện võ công bằng cách bảo vệ những người phụ nữ Nhật Bản thoát khỏi những cuộc quấy rối bạo lực của các lính Mỹ. Hành động trong việc bảo vệ phụ nữ khiến anh trở thành một người anh hùng ở địa phương, dù danh tính thực sự của anh không được ai biết đến. Một trong những người phụ nữ mà anh ấy bảo vệ là kỹ nữ Yoko (Hirayama Aya đóng), một cô gái xinh đẹp. Mối quan hệ giữa hai người sớm biến đổi thành mối quan hệ tình cảm lãng mạn.
Một ngày nọ, Bum-soo bị giết bởi những tên xã hội đen địa phương, Bae-dal lập lời thề sẽ trả thù và tấn công các băng đảng Nhật Bản. Cuộc chiến kết thúc đột ngột, khi Bae-dal bị đánh bất tỉnh bởi một cú đánh vào đầu. Bae-dal, thề sẽ không bao giờ thua trận nữa, lui về vùng núi tuyết, mặc bộ karate gi, luyện tập cả ngày lẫn đêm; chạy trên núi, nâng thân cây và chịu va đập để làm cứng cơ thể và nâng cao tinh thần chiến đấu thông qua cuộc sống khổ hạnh.
Trở về từ vùng núi tuyết, Bae-dal lấy một cái tên Nhật Bản: Masutatsu Oyama, và bắt đầu thách thức những chiến binh giỏi nhất của Nhật Bản. Trong bộ võ phục karate rách rưới, với vẻ ngoài nhếch nhác của một người rừng hoang dã, Oyama đến thách đấu tại võ đường đầu tiên mà anh ta bắt gặp. Anh đã đánh bại mọi võ sĩ trong võ đường - thường chỉ bằng một đòn duy nhất.
Khi danh tiếng của anh lan rộng, hành động của Oyama đã thu hút sự chú ý của người đứng đầu Hiệp hội Karate Nhật Bản - cựu chỉ huy trại không quân Kato. Kato cảm thấy bị xúc phạm nặng nề khi biết rằng một người nước ngoài không chỉ học được võ thuật Nhật Bản, mà còn cho rằng mình xứng đáng để đánh bại các chiến binh Nhật Bản. Tuy nhiên, Oyama tiếp tục đánh bại mọi cao thủ của Nhật Bản, gồm cả các võ sư karate, judo, ninjutsu, aikido và kobudo, trở thành một hiện tượng trong truyền thông Nhật Bản. Oyama giải thích với Yoko rằng, mặc dù anh rất sợ chết, nhưng anh còn sợ sống như một kẻ què quặt nhiều hơn, và đây là lý do tại sao anh sẵn sàng hy sinh bất cứ điều gì để giành chiến thắng.
Khi một băng nhóm cử một trong những người theo dõi đi thách đấu và giết Oyama, nhưng người này lại bị Oyama giết. Khi biết rằng người mình giết đã có vợ và con trai, Oyama cảm thấy vô cùng tội lỗi vì hành động của mình và tìm đến gia đình nọ để xin lỗi và đề nghị làm việc cho họ để bù đắp cho việc giết người cha của gia đình. Oyama giao lại bộ võ phục cho người vợ, và thề sẽ không bao giờ giao đấu nữa. Mặc dù ban đầu tức giận và không chấp nhận lời đề nghị của Oyama, nhưng sau khi Oyama thực hiện mong muốn của cậu con trai được đưa lên đỉnh núi gần đó để ngắm bình minh, cuối cùng anh đã thuyết phục được họ rằng anh là một người trọng danh dự chứ không phải là một tên côn đồ hung bạo. Người vợ yêu cầu Oyama hãy lấy lại bộ võ phục và trở thành chiến binh giỏi nhất ở Nhật Bản.
Trở lại thị trấn, Oyama thấy Hiệp hội võ thuật của Kato đã đe dọa chính gia đình của mình (kỳ thực Kato không liên quan đến việc này) và ép buộc phải có một cuộc tử chiến giữa Kato và Oyama. Khoác lên mình bộ võ phục rách rưới một lần nữa, Oyama đi ra vùng ngoại ô, nơi Kato đang đợi anh. Dễ dàng đánh bại thuộc hạ của Kato, Oyama sau đó phải đối mặt với trận đấu cuối cùng với chính Kato. Mặc dù Kato ra đòn sát thủ hòng muốn giết chết Oyama, nhưng cuối cùng mắt cá chân của Kato bị gãy sau khi trúng một cú đá của Oyama. Khi Kato đứng dậy, anh ta ngay lập tức bị khụy xuống. Oyama tung ra một cú đấm, nhưng dừng lại trước mắt của Kato, để tỏ ý mình là người chiến thắng trong trận chiến mà không cần phải trở thành kẻ giết người.
Ở phần cuối của bộ phim, Oyama được thể hiện trong một cuộc chiến đấu với một con bò tót, nắm lấy sừng và đè nó xuống đất, và cuối cùng đưa ra một mảnh sừng đã bị anh ta chặt gãy chỉ bằng cạnh bàn tay.

## Diễn viên
- Yang Dong-geun trong vai Choi Bae-dal, nhân vật chính trở thành đại sư của karate (dựa trên karateka Oyama Masutatsu ngoài đời thực).
- Kato Masaya trong vai Kato, người đứng đầu Hiệp hội Karate Nhật Bản và, do chứng bài ngoại của anh ta, là kẻ thù của Bae-dal.
- Hirayama Aya trong vai Yoko, một phụ nữ trẻ người Nhật được Bae-dal giải cứu và phải lòng anh ta.
- Jung Tae-woo trong vai Chun-bae, bạn của Bae-dal, một người vô lại nhưng là một người bạn trung thành.
- Jung Doo-hong trong vai Bum-soo, một cao thủ võ thuật từ quê nhà của Bae-dal, người trở thành cố vấn cho anh.